# Postleitzahlenkarte

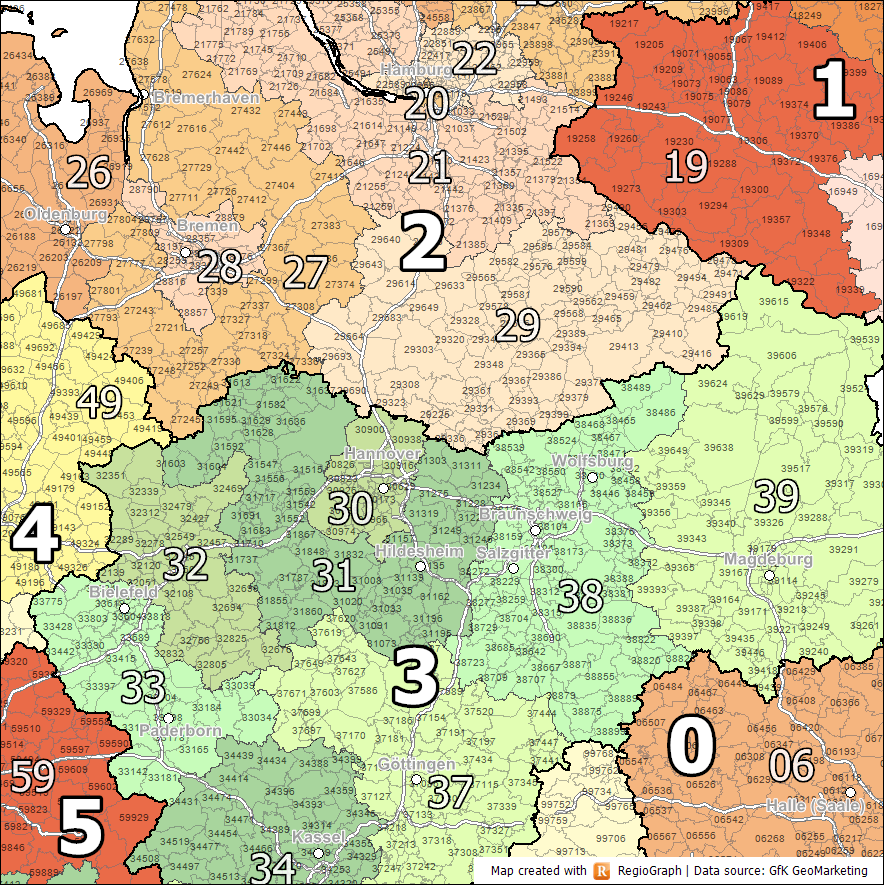
Beispiel einer Postleitzahlenkarte: Zu erkennen sind nicht nur die einzelnen Postleitzahlgebiete, sondern auch der hierarchische Aufbau: im Falle der deutschen Postleitzahl beschreibt die erste Stelle „Postleitzonen“, die ersten beiden „Postleitregionen“ usw.

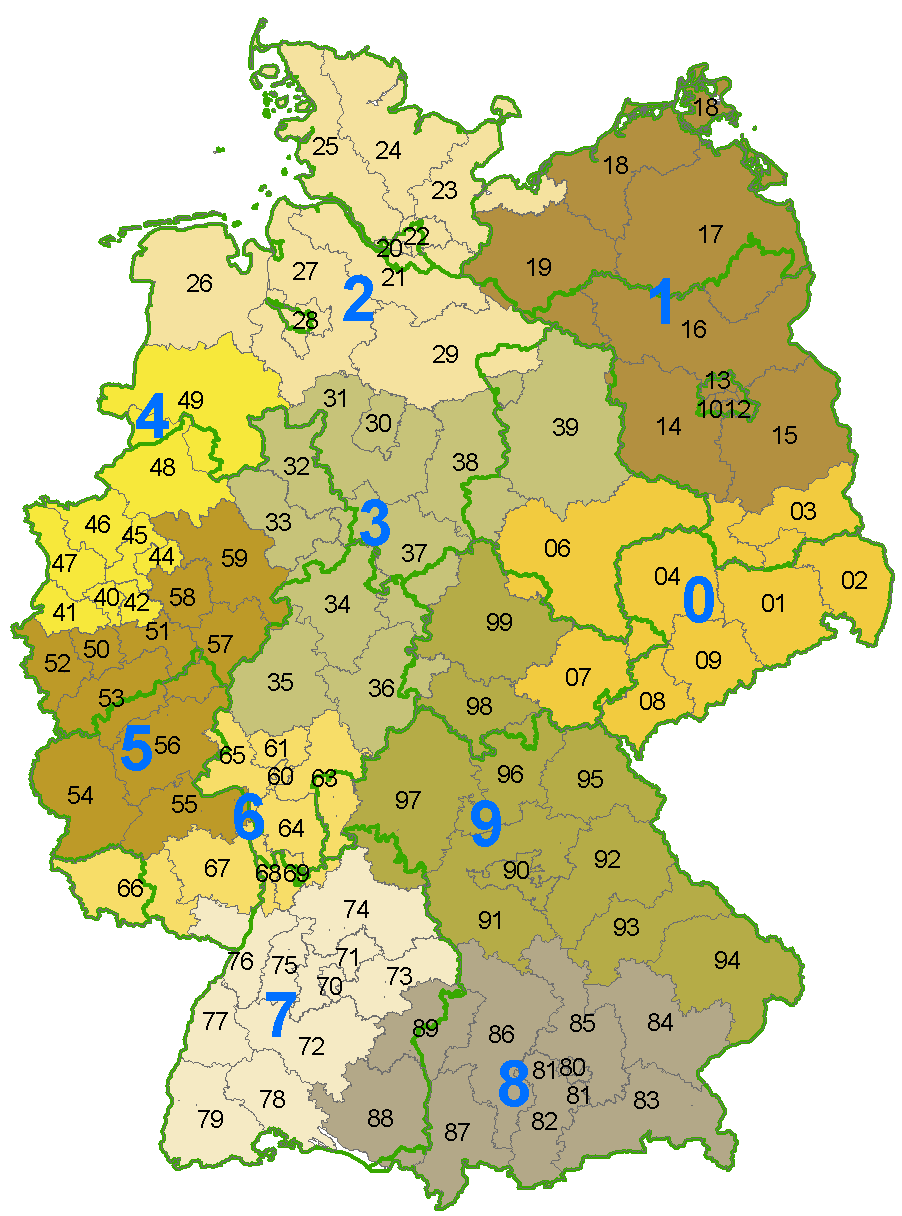
Postleitzahlregionen

Karte der Stadt Mönchengladbach mit Einteilung der Postleitzahlbezirke. Die Bezirke sind nicht immer deckungsgleich mit den Grenzen der Stadtbezirke und Stadtteile

Eine Postleitzahlenkarte ist eine spezielle thematische Karte, deren primärer Inhalt die Darstellung der räumlichen Verteilung von Postleitzahlen in einem oder auch mehreren Ländern ist. Die einzelnen Postleitzahlen werden als Postleitzahlgebiete ausgewiesen. Ergänzende topographische Inhalte – wie Straßen oder Ortsnamen – dienen lediglich der Orientierung und werden daher in zurückhaltenden Farbtönen abgebildet.

## Aufbau
Je nach Detaillierungsgrad des Systems sind der Karte Postleitzahlgebiete als geografisch zusammenhängende Flächen zu entnehmen. Gegenstand der Darstellung ist insbesondere der geografisch-hierarchische Aufbau der Postleitzahlen, welcher in einzelnen Stellen oder Stellenpaaren codiert ist: Alle Postleitzahlsysteme weltweit zeichnen sich dadurch aus, dass die vorderen ein, zwei oder drei Stellen eine geografisch gröbere, überregionale Einteilung beschreiben. Die genaue Einteilung bleibt dabei von Land zu Land (bzw. von Postorganisation zu Postorganisation) verschieden.

## Nutzen und Einsatz
Postleitzahlenkarten haben jenseits von Postorganisationen eine große Bedeutung erlangt. In Form von „Orga-Wandkarten“ oder in Geoinformationssystemen (GIS) bilden sie für Unternehmen, Organisationen und Verbände die Grundlage für die geografische Planung, beispielsweise für Außendienst-, Franchise- oder Liefergebiete und Geomarketing.

## Ausnahmen und Sonderfälle
In fast jedem Postleitzahlsystem gibt es eine Reihe von Sonderfällen, in denen eine Postleitzahl oder eine ganze Serie keinem Gebiet zugeordnet werden kann, beispielsweise im Falle von Firmen- oder Postfachpostleitzahlen. Diese werden in Postleitzahlkarten entweder gar nicht, als Punkt (beispielsweise am Postort) oder aber innerhalb des Zahlenbereiches ausgewiesen, in dem die Post ihre Sendungen an den Großkunden übergibt.

## Verlage
Es gibt einige kartographische Verlage, die für ihre selbst erstellten Postleitzahlenkarten bekannt sind:
- Kastanea[1]
- RITZ Landkarten[2]
- Stiefel Verlag[3]

## Österreich
Die Postverkehrskarte Österreich wurde in mehreren Neuauflagen bis etwa 1988 in Papierform von Freytag & Berndt herausgegeben und war auch bei einigen Hauptpostämtern großer Städte erhältlich. Sie war typisch in Verkaufs- oder Lieferbüros vieler Firmen als Wandtafel vorhanden, da sich Zustellgebiete und -routen oft danach orientierten.
Postleitzonen (unterschiedlich pastell eingefärbt, weniger als 90, da eine Untermenge der natürlichen Zahlen von 10 bis 99, wobei etwa 15 bis 19 nicht vorkommen) und Postleitstrecken (im Allgemeinen dreistellige Zahlen) wurden darauf definiert. Jede Postleitzahl jedes Postamts (etwa 4609 für Thalheim bei Wels,
ohne Relevanz für Adressierung, da für Zustellung auch hier die Postleitzahl 4600 (Wels) verwendet wurde) wurde lokal dargestellt. Auch besondere wie von UNO-City in Wien, Flughafen Schwechat und die des damaligen Grossversandhauses Quelle in Linz, Hafenstraße. Von den neun Landeshauptstädten und der Zone 23 südlich von Wien (und seines 23. Bezirks) werden Detailkarten größeren Maßstabs gezeigt.
Am Papierformat 84 × 121,5 cm (quer) (etwa DIN A0) wird Österreich im Maßstab 1:500.000 dargestellt und daneben zehn Stadtgebiete in verschiedenen größeren Maßstäben.
Postrouten per Bahn sind in Rot – darunter der Tauerntunnel Böckstein-Mallnitz, solche via Straße (Bus, Lkw) in Grün eingezeichnet. Die bis zum Herausgabezeitpunkt noch existierende Kuriosität des einzigen Postkurses per Schiff ist in Blau markiert: Vom Bahnhof Hallstatt am Ostufer über den Hallstättersee zur Stadt am linken Steilufer gegenüber. Generell zeigte die Kartenthematik Gewässer, Eisenbahnen (über die ja damals viel Postverkehr lief), Straßen und Orte.
Etwa ein Dutzend Postrouten in und/oder durch das Ausland sind markiert. So etwa nach Passau (D); von Ehrwald über Garmisch-Partenkirchen (D) nach Seefeld, von Lienz-Sillian über Südtirol (I) nach Brenner; von Mattersburg (rot: per Bahn) über Sopron (H) nach Deutschkreutz; „Deutsches Eck“ von Salzburg-Stadt (grün: via Straße) über Bayrisch Gmain (D) und Steinpass nach Lofer.
Durch die Abwicklung des Postverkehrs ab den 1990er Jahren zunehmend über LKW und neue Briefverteilzentren ergaben sich auch neu von diesen bediente Zonen. Dennoch blieben die bisherigen Postleitzahlen erhalten.
Postleitzahlen-Gebiete werden auch zur Planung von Reiserouten für Reisekaufmann und Lieferservice verwendet.

### Postleitzahlen-Briefmarke
Eine Miniversion einer Postleitzahlenkarte, die nämlich nur die neun Leitgebiete zeigte, erschien am 14. Jänner 1966 auf der Sonderpostmarke „POSTLEITZAHLEN!“ mit ausnahmsweise besonders großer Auflage von 30 Mio. zur Einführung der Postleitzahlen zum 1. Januar 1966 in Österreich. Thematisch zeigt sie keine Bundesländergrenzen (jedoch die Grenze von Wien), sondern die Gewässer, Gebirge (durch Schummerung), die Landeshauptstädte (Wien, Graz und Linz als Flächen, die kleineren als Ringerl) und weiters die weiteren wichtigen Städte Lienz, Villach, St. Pölten und Wiener Neustadt. Rot wie der Marken-Titel, zeigt die Karte als einzigen Textinhalt „1…“ bis „6…“ von Wien nördlich des Alpenhauptkamms westwärts bis Tirol/Vorarlberg und „7…“ bis „9…“ südlich des Kamms von Burgenland südwestwärts bis Kärnten mit Osttirol. Damit wird die Lage der Leitgebiete grob angezeigt, insbesondere „2“ für (im Wesentlichen:) Niederösterreichs Teil nördlich der Donau und „3“ für den südlichen, und durch die drei Auslassungspunkte, dass Postleitzahlen vier Stellen aufweisen.